# کرتیس جوزف
کرتیس جوزف (انگلیسی: Curtis Joseph؛ زادهٔ ۲۹ آوریل ۱۹۶۷) بازیکن هاکی روی یخ اهل کانادا است.
از باشگاه‌هایی که در آن بازی کرده‌است می‌توان به کلگری فلیمس، ادمونتون اویلرز، و فینیکس کایوتیس اشاره کرد.